# 산마리노 통합좌파당
통합좌파당(Sinistra Unita)은 산마리노의 좌익 정당이다.

## 역사
2006년 산마리노 공산당의 해체에 반발한 공산주의자들이 분열되어 창당되었다. 그리고 그 해 치러진 총선에서 총 8.67%를 득표하여 5석을 확보하였다. 2016년, 기독교민주당 (산마리노)의 선거 참패에 힘입어 14석을 얻어 원내 1당이 되었다. 원내 1당에 기민당 외에 다른 정당이 된것은 1951년 이후 처음 있는 일이었다. 이후 미래공화국, 시민 10과 연정해 집권 여당이 되었다.
2017년 11월 10일, 또다른 좌익 정당인 진보개혁당과 연합하여 민주사회좌파연합을 창당하였으며, 이 연합에서 주도적 위치를 쥐고있다.